# Dundret
Der Dundret ist ein 823 m ö.h. hoher Berg in Lappland, Nordschweden auf dem Gebiet der Gemeinde Gällivare.
Der Berg ist seit 1970 ein Naturreservat und gehört zum Natura-2000-Netzwerk. Er ragt über die Baumgrenze hinaus, die dort bei etwa 700 Metern Höhe verläuft. Während er in den Sommermonaten als Aussichtspunkt für die Mitternachtssonne genutzt wird (tägliche Busverbindung vom Bahnhof aus), ist der Berg in den Wintermonaten ein beliebtes Skigebiet mit drei Skipisten verschiedener Schwierigkeit und einem Sessel- und fünf Schleppliften.